# Amerikansk törnskata
Amerikansk törnskata (Lanius ludovicianus) är en fågel i familjen törnskator inom ordningen tättingar, en av två arter i familjen som förekommer i Nordamerika.

## Kännetecken

### Utseende
Amerikansk törnskata är en medelstor (18-22 cm) med medellång stjärt. Den är mycket lik beringvarfågeln (och även övriga varfåglar) med svart ögonmask, grå ovansida, ljus undersidam svarta vingar med vita handbasfläckar och vitkantad svart stjärt. Amerikansk törnskata är dock mindre med mindre näbb utan tydlig krok, bredare ögonmask och mörkare grå ovansida.

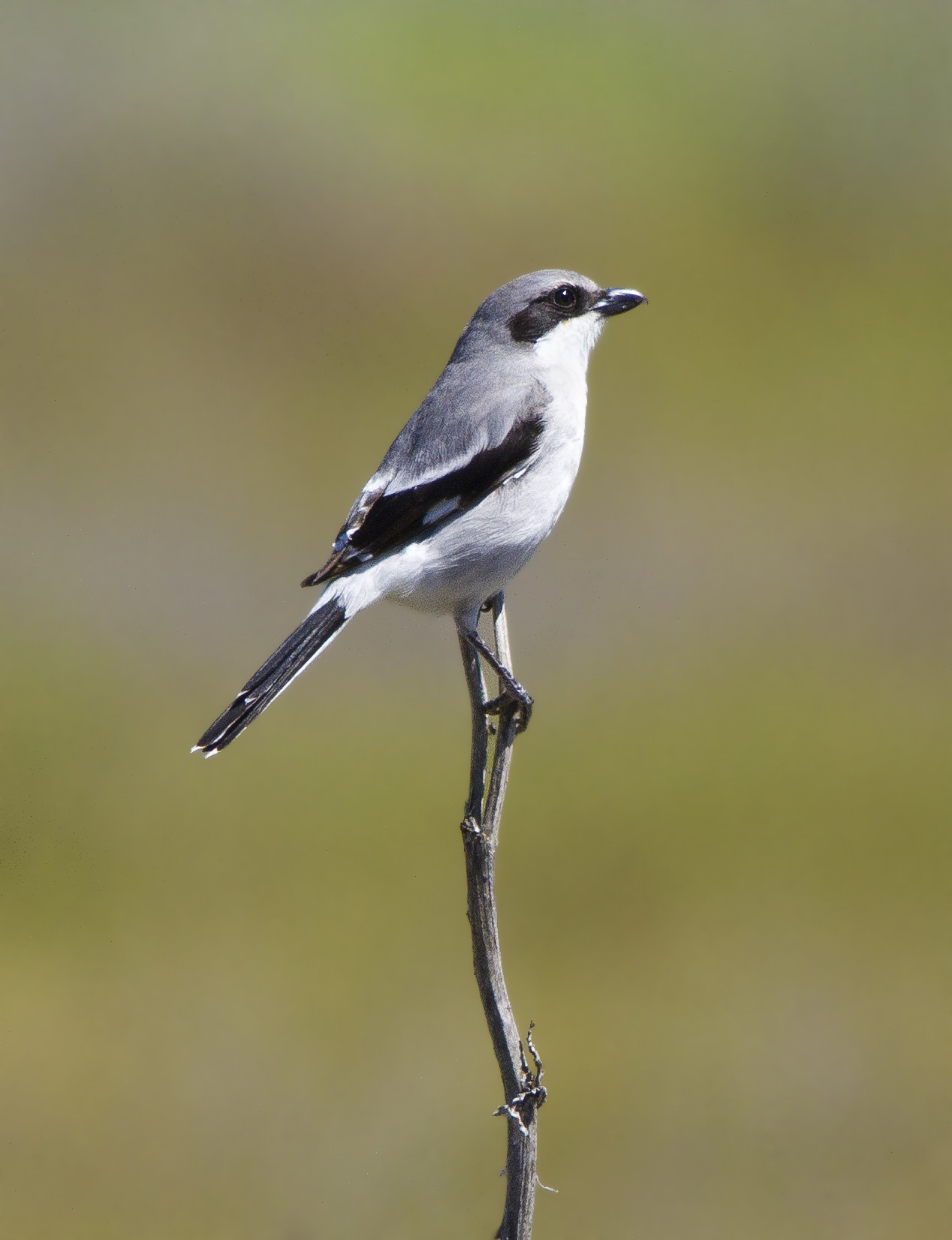

### Läten
Bland lätena hörs olika hårda, grälande och malande ljud. Sången är en serie med mekaniska, tvåstaviga, upprepade fraser.

## Utbredning och systematik
Amerikansk törnskata delas in i elva underarter med följande utbredning:
- Lanius ludovicianus gambeli – västra Nordamerika (från sydvästra Kanada till sydvästra USA), flyttar till västra Mexiko
- Lanius ludovicianus excubitorides – Great Plains-området i Nordamerika; flyttar till södra Mexiko
- Lanius ludovicianus migrans – östra Nordamerika (från sydöstra Kanada till östra Texas), flyttar till nordöstra Mexiko
- Lanius ludovicianus sonoriensis – torra sydvästra USA till nordvästra Mexiko (norra Durango och södra Sinaloa)
- Lanius ludovicianus anthonyi – norra Channel Islands (utanför södra Kalifornien)
- Lanius ludovicianus mearnsi – San Clemente Island (utanför södra Kalifornien). ± 13 fåglar i naturen 1999
- Lanius ludovicianus grinnelli – södra Kalifornien (San Diego County) och norra Baja California
- Lanius ludovicianus nelsoni – södra Baja California
- Lanius ludovicianus ludovicianus – kustnära sydöstra USA (från Virginia till Florida)
- Lanius ludovicianus miamensis – södra Florida
- Lanius ludovicianus mexicanus – centrala Mexiko (från södra Tamaulipas och Nayarit till Oaxaca)

Underarterna sonoriensis och gambeli inkluderas ofta i excubitorides, nelsoni i mexicanus och miamensis i nominatformen.

Artens utbredningsområde.

Tillfälligt har den påträffats i Guatemala, Bahamas och Turks- och Caicosöarna.

## Levnadssätt
Amerikansk törnskata hittas i öppet landskap med kortvuxen vegetation, vanligen under 2000 meters höjd. Den ses i öppna betesmarker och prärier med spridda buskar, träd och häckar. Fågeln lever mestadels (i större utsträckning än beringvarfågeln) av insekter som gräshoppor, syrsor och skalbaggar. Den häckar tidigare på året än de flesta tättingar, med äggläggning mellan februari och juli.

## Status och hot
Amerikansk törnskata har en vid utbredning och en världspopulation på uppskattningsvis sju miljoner vuxna individer. Studier visar dock att den minskar relativt kraftigt i antal, mellan 1966 och 2015 med hela 76 %. Internationella naturvårdsunionen IUCN kategoriserar den därför som nära hotad (LC).